# Breda Jazz Festival
Das Breda Jazz Festival ist ein seit 1971 in Breda bestehendes Festival des Traditional Jazz und Swing. Es gehört zu den wichtigen europäischen Festivals dieser Genres.
Hinter der Gründung statt der 1968 gegründete Roaring Twenties Jazz Club Breda. Die Veranstaltung findet an vier Tagen im Mai (Himmelfahrts-Wochenende) statt und hieß zunächst Oude Stijl Jazz Festival Breda. Auftrittsorte waren unter anderem der Kongresssaal in der Turfship und die Graanpijp Konzerthalle und sind heute verschiedene Podien in der gesamten Innenstadt.
Zu den Programmpunkten gehört ein Gospelkonzert in der Grote Kerk, seit 1999 eine Surprise  Band, die speziell für das Festival zusammengestellt wird, und Duo-Konzerte von zwei Jazzmusikern.
Neben europäischen Bands und Musikern traten auf dem Festival auch viele amerikanische Musiker auf. Dazu gehörten unter anderem George Probert (ab 1974), Jabbo Smith, Arnett Cobb, Ben Webster, Benny Waters, Doc Cheatham, Dan Barrett oder Lionel Hampton (1995). Schon in den 1980er Jahren kamen über 100.000 Zuhörer.

## Diskographische Hinweise
- The Purple Moors Jazz Band Take Me to That Town of Jazz / Paarse Heide (1976)
- Verschiedene Musiker Oude Stijl Jazz Festival Breda (1981, mit Abbi Hübner & His Low Down Wizards, David Livingstone Jazz Messengers, Doc Cheatham, Franz Jackson & the Jazz Entertainers, The Neptune Band, Pee Wee Erwin & His Jazz Giants, Pete Clute, Sammy Rimington Band, Turk Murphy Jazz Band, Waso)
- Pee Wee Erwin and his Jazz Giants Memorial (1981/1982 mit Kenny Davern, Ed Hubble, Jimmy Andrews; Warren Vaché, Sr., Johnny Blowers)